# 阿万卡
阿万卡是葡萄牙阿威罗区的一个堂区。总面积21.54平方公里，总人口6474人，人口密度300.6人/平方公里。